# Vol. II - 1990 a New Decade
Vol. II - 1990 a New Decade è il secondo album del gruppo musicale britannico Soul II Soul, pubblicato il 21 maggio 1990.

## Descrizione
L'album, pubblicato dalla 10 Records/Virgin su LP, musicassetta e CD, è prodotto da Nellee Hooper e Jazzie B, che partecipa alla composizione di tutti i brani.
Dal disco vengono tratti i singoli Get a Life, A Dreams a Dream, People e Missing You.

## Tracce

### Lato A
1. Get a Life
2. Love Come Through
3. People
4. Missing You
5. Courtney Blows

### Lato B
1. 1990 a New Decade
2. A Dreams a Dream
3. Time (Untitled)
4. In the Heat of the Night
5. Our Time Has Now Come